# Avro 604
Die Avro 604 Antelope war ein einmotoriger Doppeldecker des britischen Herstellers Avro.

## Geschichte
Im November 1927 startete der Prototyp der Avro 604 Antelope, der bei Avro aufgrund einer Ausschreibung des britischen Luftfahrtministeriums von Mai 1926 für einen leichten Bomber konstruiert worden war, zu seinem Erstflug. Angetrieben wurde die Maschine durch einen Rolls-Royce-F.XIB-Motor mit einer Leistung von 358 kW (487 PS).
Konkurrenzmuster waren die Hawker Hart und die Fairey Fox II. Die Spezifikation des Ministeriums forderte eine Höchstgeschwindigkeit von rund 260 km/h – für die damalige Zeit eine fast unlösbare Aufgabe für die Konstrukteure. Erprobungs- und Vergleichsflüge mit den Konkurrenzmodellen wurden am 13. September 1928 auf dem Luftwaffenstützpunkt Martlesham durchgeführt. Dabei setzte sich die Hawker Hart als Sieger durch.
Ein Versuch Avros, durch die Ausstellung der Maschine bei der „Olympia Aero Show“ in London im Juli 1929 trotzdem noch einen Serienauftrag zu erhalten, schlug fehl, und so wurde keine weitere 604 Antelope gebaut.
Der Prototyp wurde an die britische Luftwaffe für den Truppendienst des No.100 Squadron in Bicester abgegeben. Im Juli 1930 wurde im Avro-Werk in Hamble eine Doppelsteuerung eingebaut, ab September 1930 wurde die Antelope vom „Royal Aircraft Establishment“ (RAE) in Farnborough als Versuchsträger für die Gloster-Hele-Shaw-Beacham-Verstellpropeller eingesetzt. Zu diesem Zweck wurden zwei verschiedene Motoren in das Flugzeug eingebaut, der 391 kW (532 PS) leistende Rolls-Royce Kestrel IB und der 356 kW (484 PS) starke Rolls-Royce Kestrel IIS.
Im September 1933 wurde die Avro 604 Antelope außer Dienst gestellt.

## Aufbau
Die Avro 604 Antelope war ein einstieliger Doppeldecker. Die Metalltragflächen waren stoffbespannt; die oberen Flächen waren mit Querrudern versehen.
Das Fahrwerk bestand aus einem zweirädrigen, öl- und gummigefederten Hauptfahrwerk und einem ungelenkten Hecksporn.

## Technische Daten
| Avro 604 Antelope            | |
| Kenngröße                    | Daten |
| Besatzung                    | 2 (ein Pilot, ein Bord-/Bombenschütze) |
| Länge                        | 9,50 m |
| Höhe                         | 3,28 m |
| Flügelspannweite/Oberflügel  | 10,98 m |
| Flügelspannweite/Unterflügel | 9,75 m |
| Flügelfläche                 | 35,04 m² |
| Leermasse                    | 1292 kg (Bomber)/1315 kg (Versuchsmaschine) |
| max. Startmasse vollgetankt  | 2058 kg (Bomber)/2064 (Versuchsmaschine) |
| Antrieb                      | ein Rolls-Royce F.XIB mit 358 kW (487 PS) später: ein Rolls-Royce Kestrel IB mit 391 kW (532 PS) bzw. ein Rolls-Royce Kestrel IIS mit 356 kW (484 PS) |
| Höchstgeschwindigkeit        | 278 km/h (mit F.IXB) |
| Reisegeschwindigkeit         | 234 km/h (mit F.IXB) |
| Gipfelhöhe                   | 6700 m (mit F.IXB) |
| Steigrate                    | 450 m/min (mit F.IXB) |
| Reichweite                   | ca. 930 km (mit F.IXB) |
| Bewaffnung                   | ein Lewis-MG, fahrtwindbalanciert, auf einem Avro-Lafettenring ca. 225 kg Bombenlast                                                                  |